# Polypedilum ginzangeheum
Polypedilum ginzangeheum är en tvåvingeart som beskrevs av Sasa och Suzuki 2001. Polypedilum ginzangeheum ingår i släktet Polypedilum och familjen fjädermyggor. Inga underarter finns listade i Catalogue of Life.